# Межиріцька сільська громада (Черкаська область)
Межиріцька сільська об'єднана територіальна громада — колишня об'єднана територіальна громада в Україні, в Канівському районі Черкаської області. Адміністративний центр — село Межиріч. 
Утворена 15 серпня 2018 року шляхом об'єднання Конончанської, Межиріцької, Хмільнянської сільських рад Канівського району.
12 червня 2020 року громада ліквідована, Конончанська, Межиріцька, Хмільнянська сільські ради увійшли до складу Канівської ОТГ.

## Населені пункти
У складі громади 8 сіл: Бабичі, Гамарня, Кононча, Лука, Межиріч, Михайлівка, Хмільна, Хутір-Хмільна.